# Cimitero monumentale di Cremona
Il Cimitero monumentale di Cremona è il principale camposanto dell'omonima città. Ha l'ingresso principale lungo via Cimitero ed è delimitata ad est da via dei Cipressi e ad ovest da via Boschetto.

## Storia
Questo camposanto, in stile neoclassico, nasce ufficialmente nel 1821, ad opera dell'architetto Luigi Voghera, su approvazione diretta dallo stesso comune di Cremona, che già nel 1809 concesse i relativi lavori di costruzione fuori le mura cittadine, con l'abbattimento nel 1788 della seicentesca chiesa di San Pietro e Santa Rosalia, rimpiazzata da una primordiale necropoli cinta da un semplice muro perimetrale.
Al primo intervento d'ingrandimento attuato nel 1814 dall'ingegner Angelo Ponzetti, Voghera ricevette nel 1819 l'incarico di allargare la necropoli. Nello stesso anno, venne realizzato un lungo viale che collega il camposanto con la Chiesa della Madonnina. Realizzato interamente su un'area quadrata, venne inizialmente pensata la costruzione di un portico con archi lungo il perimetro, suddiviso da piccole cappelle di famiglia, mentre il campo centrale avrebbe previsto le sepolture in terra e senza lapide dei meno abbienti.
I lavori di edificazione richiesero, però, elevati costi a causa di una scadente manifattura a carico di un solo costruttore, oltre alla mancanza di colombari, di ossari e di altri necessari spazi di servizio pubblico; ciò comportò un evidente malcontento nella borghesia. Le epidemie renderanno, inoltre, necessario nel 1842 un secondo allargamento ad opera dell'ingegner Luigi Ghisolfi. In seguito, il Monumentale di Cremona vide contrapporsi diversi architetti (come Carlo Visioli e Vincenzo Marchetti) che disegnarono il raddoppio a monte del quadrato voluto da Voghera e due ampie aree semicircolari ai fianchi.
Nel 1881 viene edificato il primo tempio crematorio del cimitero, tuttora visibile.
Un nuovo ampliamento fu disposto nel 1895 e l'incarico lo assunse l'architetto Davide Bergamaschi; il nuovo progetto ridusse la pianta alla forma rettangolare odierna, sostituendo gli emicicli laterali con nuovi campi in modo da riprodurre il disegno del vecchio recinto, una modifica della cancellata ed i due fabbricati dell'ingresso.
Con il susseguirsi di progetti di restauro, il cimitero venne ultimato in definitiva nel 1945.
Nel 2014 il tempio crematorio ottocentesco cessa la sua attività e viene inaugurato il nuovo polo della cremazione nella zona nord-est del cimitero.